# نیگویتی
نیگوئیتی (گرجی: ნიგოითი) یک روستا در شهرداری لانچخوتی ناحیه گوریا در غرب گرجستان است. نیگویتی در سال ۲۰۱۴ میلادی، ۶۱۵ نفر جمعیت داشته است. نبرد نیگویتی که در سال ۱۸۵۴ میلادی و در طی جنگ کریمه میان امپراتوری عثمانی و امپراتوری روسیه انجام شد، در این ناحیه روی داد.